# کمیته المپیک و پارالمپیک و کنفدراسیون ورزش‌های نروژ
کمیته المپیک و پارالمپیک و کنفدراسیون ورزش‌های نروژ (نروژی: Norges idrettsforbund og olympiske og paralympiske komité;) یک سازمان ورزشی است که نماینده کشور نروژ در کمیته بین‌المللی المپیک می‌باشد.
این سازمان که در سال ۱۸۶۱ تأسیس شده مسئول آماده‌سازی و اعزام ورزشکاران به بازی‌های المپیک، بازی‌های المپیک جوانان و بازی‌های اروپایی است. بیش از ۲٫۱ میلیون نفر و ۱۲٫۱۷۸ تیم ورزشی زیرنظر این سازمان فعالیت می‌کنند.